# Danh sách cuộc nhường ngôi trong lịch sử Trung Quốc và Mông Cổ
Dưới đây là danh sách ghi nhận về những cuộc nhường ngôi trong lịch sử Trung Quốc:

## Tự nguyện nhường ngôi

### Nhường ngôi nhưng vẫn giữ quyền nhiếp chính
1. Năm 299 TCN, Triệu Vũ Linh Vương Triệu Ung nhường ngôi cho con thứ là Huệ Văn Vương Triệu Hà rồi lui về cung Sa Khâu tự xưng là Triệu Chủ Phụ,[1][2] do Triệu Hà lúc đó mới 11 tuổi nên ông vẫn là người nắm quyền nhiếp chính. Vũ Linh Vương an dưỡng ở đây được 5 năm thì bị công tử Thành và Lý Đoái đem quân bao vây tới mấy tháng và chết đói trong đó, hưởng dương 45 tuổi.[3][4] Nguyên nhân binh biến này là do con trưởng của ông là An Dương quân Triệu Chương không phục Huệ Văn vương mà định làm loạn,[5] Vũ Linh Vương thương con định đem giang san chia làm đôi cho mỗi người một nửa, nhưng chưa kịp thực hiện thì Triệu Chương đã bị những người thân tín của Huệ Văn vương là công tử Thành và Lý Đoái sát hại,[6] bởi sợ bị trách tội nên họ nhân đà đưa quân vây hãm cung Sa Khâu mới xảy ra cơ sự như vậy[5][7][8][9][10]
2. Năm 471, Bắc Ngụy Hiến Văn Đế Thác Bạt Hoằng truyền ngôi cho Thái tử Thác Bạc Hoành (lúc đó mới 4 tuổi) để lui về làm Thái thượng hoàng,[11] chuyên tâm nghiên cứu triết học[12][13][14][15], tuy nhiên do Thái tử còn quá nhỏ nên ông vẫn giữ quyền nhiếp chính. Năm 476, Thác Bạt Hoằng bị mẹ kế là Phùng Thái hậu (vốn có tư thù vì trước đây nhà vua giết hại nhân tình của bà) ngầm sai người đánh thuốc độc hạ sát tại điện Vĩnh An trong cung Bình Thành, khi đó ông vừa tròn 23 tuổi[16][17][18][19][20][21][22][23][24].
3. Năm 565, Bắc Tề Vũ Thành Đế Cao Trạm sau thời gian tại vị gây ra không ít những điều dị nghị trong chốn hậu cung,[25][26][27] ông đã nghe lời khuyên của viên quan Ty Thiên Giám quyết định nhường ngôi cho Thái tử Cao Vĩ (lúc đó mới 8 tuổi) rồi lui về làm Thái thượng hoàng nhưng vẫn giữ quyền nhiếp chính.[28][29][30][31]. Cao Trạm giữ ngôi vị này được 5 năm thì qua đời, hưởng dương 33 tuổi[15][22][32][33][34][35][36]
4. Năm 579, Bắc Chu Tuyên Đế Vũ Văn Uân nhường ngôi cho thái tử Vũ Văn Xiển (lúc đó mới 6 tuổi). Tuy ông tự xưng là Thiên Nguyên hoàng đế nhưng vẫn trực tiếp điều hành chính trị[37][38][39][40], ở ngôi vị này được 1 năm thì lâm bệnh chết khi đang định mở cuộc hành quân lớn tiến xuống phương nam để đánh nhà Trần (Đại Việt), hưởng dương 22 tuổi.[15][22][41][42][43][44][45][46][47]
5. Năm 1796, Thanh Cao Tông Hoằng Lịch sau 60 năm trị vì cảm thấy mình đã già yếu, hơn nữa ông cũng không muốn vượt quá thời gian tại vị của nội tổ Khang Hi nên đã xuống chiếu nhường ngôi cho Thái tử Ngung Diễm,[48][49][50][51] ông lui về làm Thái thượng hoàng nhưng vẫn trực tiếp phán quyết công việc triều chính được 3 năm thì lâm bệnh qua đời, hưởng thọ 89 tuổi[52][53][54][55][56][57][58][59].

### Nhường ngôi bởi ốm đau bệnh tật
1. Mùa hè năm 581 TCN, Tấn Cảnh công Cơ Cứ ốm nặng trong lúc đang cử binh tấn công nước Trịnh.[60] Ông quyết định lập thế tử Thọ Mạn lên nối ngôi, tức là Tấn Lệ công.[61][62] Hơn 1 tháng sau, Tấn Cảnh công qua đời.[63][64][65]
2. Năm 399, Hậu Lương Thái Tổ Lã Quang trong lúc ốm nặng đã xuống chiếu thiện nhượng cho con trai thứ là Lã Thiệu rồi tự xưng là Thái thượng hoàng.[66][67][68][69][70][71] Tuy nhiên, việc nhường ngôi này vừa diễn ra được vài ngày thì Lã Quang băng hà, thọ 64 tuổi.[72][73] Hậu Lương Ẩn vương sợ thế lực của anh trưởng là Lã Toản có ý nhường ngôi nhưng ông này không nghe[74], ngày hôm sau đích thân Lã Toản đưa quân bao vây cấm cung, Lã Thiệu phải bỏ chạy rồi tự sát.[75][76][77][78][79][80]

### Nhường ngôi để xuất gia tu hành
1. Năm 1026, Đại Lý Bỉnh Nghĩa Đế Đoàn Tố Long sau khi giữ ngôi vị được 4 năm thì tuyên bố thiện nhượng cho anh con bác ruột là Đoàn Tố Chân rồi lên núi ở ẩn cạo đầu làm sư,[81] mở đầu truyền thống "thiện vị vi tăng" của hoàng gia Đại Lý[82][83][84].
2. Năm 1041, Đại Lý Thánh Đức Đế Đoàn Tố Chân sau thời gian tại vị 15 năm,[85] do đam mê Phật pháp nên thiện nhượng ngôi vị cho cho cháu nội là Đoàn Tố Hưng rồi lên chùa niệm Phật cầu kinh lánh xa trần thế[83][86][87].
3. Năm 1108, Đại Lý Trung Tông Đoàn Chính Thuần sau 12 năm tại vị đã truyền ngôi cho con là Đoàn Chính Nghiêm rồi xuất gia làm hòa thượng theo Phật giáo Mật tông.[83][88][89][90]
4. Năm 1147, Đại Lý Hiến Tông Đoàn Chính Nghiêm sau 39 năm trị vì đất nước đã truyền ngôi cho con là Đoàn Chính Hưng rồi xuống tóc đi tu.[83][91][92][93]
5. Năm 1171, Đại Lý Cảnh Tông Đoàn Chính Hưng sau 24 năm ngự trị đất nước đã nhường lại ngôi báu cho con là Đoàn Trí Hưng rồi xuất gia tu hành.[83][94][95][96]
6. Năm 1199, Đại Lý Tuyên Tông Đoàn Trí Hưng sau 28 năm ngồi trên ngai vàng đã từ nhiệm và trao lại cho con là Đoàn Trí Liêm rồi lui về hậu cung trở thành 1 cư sĩ tại gia.[83][97][98][99]
7. Năm 1205, Đại Lý Anh Tông Đoàn Trí Liêm là người rất sùng bái Phật giáo do vậy ở ngôi chỉ 4 năm đã thiện nhượng cho em mình là Đoàn Trí Tường,[100] sau đó thoái ẩn để có thì giờ nghiên cứu những tinh hoa Phật pháp mà trong thời gian tại vị ông đã cử người sang nhà Tống thỉnh về được 1465 quyển Đại Tạng kinh.[83][101][102]
8. Năm 1238, Đại Lý Thần Tông Đoàn Trí Tường làm vua được 33 năm rồi do sùng bái Phật giáo mà xuống tóc tu hành nhượng lại ngôi vị quân chủ cho Thái tử Đoàn Tường Hưng.[83][103][104][105]

### Nhường ngôi do tác động từ ngoại cảnh
1. Đầu thời Xuân Thu ở Trung Nguyên, quân chủ nước Thục là Đỗ Vũ nhân nhà Chu suy yếu đã tự xưng đế hiệu, đó chính là Thục Vọng Đế. Bấy giờ, nước Thục xảy lũ lụt trầm trọng, Vọng Đế truyền mệnh cho tướng quốc Biết Linh chịu trách nhiệm trị thủy. Trong thời gian đó, Vọng Đế thông dâm với phu nhân của tướng quốc.[106] Vì việc ấy, Vọng Đế cảm thấy áy náy nên sau khi Biết Linh trị thủy thành công đã bắt chước cách làm của Nghiêu Thuấn ngày trước đem ngôi báu nhường cho vị tướng quốc này[107], ông dời đến vùng núi phía Tây ẩn cư rồi qua đời ở đó, không rõ thọ bao nhiêu tuổi.[108] Có thuyết khác nói rằng, khi Biết Linh hay chuyện đã tương kế tựu kế xui vợ bảo Đỗ Vũ nhường ngôi cho mình rồi sẽ đi ra ngoài ở cùng ông, Đỗ Vũ cả tin làm theo nhưng không ngờ bị mắc lừa[109], do đó nhường ngôi được ít lâu thì hối hận mưu đồ phục bích, nhưng khởi sự bất thành nên uất quá mà chết.[110][111] Linh hồn hóa thành giống chim suốt ngày chỉ kêu "quốc, quốc", người ta gọi đó là chim quốc và nói đấy là Vọng Đế nhớ nước nên mới phát ra tiếng kêu như thế[112][113]
2. Năm 317 TCN, Yên vương Cơ Khoái nhường ngôi cho tướng quốc Tử Chi để lãnh đạo cải cách.[114] Nguyên nhân dẫn đến sự việc này bắt nguồn từ việc kinh tế nước Yên suy nhược, tướng quốc Tử Chi nắm quyền chỉ huy cải cách đạt được những hiệu quả nhất định.[10][115] Sau một thời gian, Yên vương Khoái nhận thấy mình tuổi đã cao, lại cho rằng tài năng của mình không bằng Tử Chi, và nghe theo lời khuyên của Lộc Mao Thọ, quyết định nhường ngôi vua cho Tử Chi để người này toàn quyền lãnh đạo. Ông bắt chước cách làm của Nghiêu Thuấn ngày trước, làm lễ trao ấn, nhường ngôi vua cho Tử Chi rất long trọng.[116][117] Tử Chi nhận ngôi vua của Yên Khoái, từ đó cai trị nước Yên. Người nước Yên phản đối Tử Chi nên năm 312 TCN bùng phát bạo động, Tề Tuyên Vương nhân cơ hội sai đại tướng Khuông Chương đem quân tấn công thẳng vào kinh đô giết chết Yên vương Khoái, không rõ dương thọ bao nhiêu.[118][119] Tử Chi bỏ trốn cũng bị quân Tề bắt giết sau đó ít lâu, người nước Yên lập Thái tử Bình làm vua mới.[10][115][120][121]
3. Năm 576, trong bối cảnh tình hình đất nước bị quân Bắc Chu công hãm kinh thành thế mạnh như vũ bão.[29][122] Sau thất bại ở Cao Lương Kiều, Bắc Tề Hậu Chủ Cao Vĩ trên đường rút lui đã trao lại ngai vàng cho Thái tử Cao Hằng,[31][123][124][125] về đến Nghiệp Thành ông chính thức được Cao Hằng tôn làm Thái thượng hoàng.[15][22][32][126][127][128][129][130][131].
4. Năm 626, sau Sự biến Huyền Vũ môn không lâu, do e ngại tiếp tục có sự nội loạn trong dòng tộc, Đường Cao Tổ Lý Uyên đã quyết định nhường ngôi cho con thứ là Lý Thế Dân - người đã trực tiếp sát hại anh và em trai mình.[132][133][134][135][136][137][138][139][140][141][142][143] Ông lui về làm Thái thượng hoàng được 10 năm thì mất, thọ 69 tuổi.[144][145][146][147][148][149][150][151][152][153][154][155][156][157]
5. Năm 649, Bạch vương Trương Nhạc Tiến Cầu nhường ngôi cho đệ nhất đại chiếu của Mông Xá Chiếu là Mông Tế Nô La.[158]
6. Năm 712, Đường Duệ Tông Lý Đán, do e ngại thế lực của em gái là Thái Bình công chúa, sợ sẽ làm một Võ Tắc Thiên thứ hai đồng thời kết hợp với sự thỉnh cầu của quần thần đã nhường ngôi cho Thái tử Lý Long Cơ[159][160][161][162][163]. Ông được Đường Huyền Tông tôn làm Thái thượng hoàng, nhưng trên thực tế, còn tiếp tục ra chỉ lệnh có ảnh hưởng và tác động lớn hơn của Huyền Tông cho tới năm 713.[139][142][164][165][166][167] Chính thức nhường ngôi cho con trai vào ngày 30 tháng 7 năm đó, giữ ngôi vị được 5 năm thì mất, thọ 54 tuổi.[157][168][169][170][171][172][173][174][175]
7. Năm 1126, Tống Huy Tông Triệu Cát trong tình hình quân Kim trên đà nam tiến rất mạnh được quần thần kiến nghị nên quyết định nhường ngôi cho Thái tử Triệu Hoàn,[176][177][178][179] còn mình lui về cung Long Đức xưng là Giáo chủ Đạo quân Thái thượng hoàng đế[180][181][182][183]. Tuy nhiên, chỉ được 2 năm thì quân Kim tấn công vào cung điện bắt sống cả hai cha con, phế trừ ngôi vị.[184][185][186] Quân Kim ép quần thần nhà Tống phải công nhận Thái tể Trương Bang Xương làm Hoàng đế với quốc hiệu Sở[187][188]. Triệu Cát cùng Triệu Hoàn bị quân Kim đưa về Bắc, ông sống đời bị đày ở đó thêm 8 năm nữa thì chết, thọ 54 tuổi.[189][190][191][192][193][194][195][196]
8. Năm 1189, hai năm sau cái chết của Thượng hoàng Cao Tông,[197] Tống Hiếu Tông Triệu Thận do mất lòng tin vào việc trị lý quốc gia nên đã nhường ngôi cho con thứ 3 là Triệu Đôn,[198][199][200][201][202][203][204] ông lui về làm Thái thượng hoàng ở cung Trùng Hoa gọi đây là Thọ hoàng thánh địa, được 6 năm thì chết, hưởng thọ 68 tuổi.[186][205][206][207][208][209][210][211]
9. Năm 1234, Kim Ai Tông Hoàn Nhan Thủ Tự thất thế trước sức công phá của vó ngựa Mông Cổ,[212] vì không muốn chứng kiến đất nước bị đoạn tuyệt trong tay mình nên thoái vị nhường ngôi cho hậu duệ dòng thứ của Kim Thái Tổ là Đông diện nguyên soái Hoàn Nhan Thừa Lân.[213][214] Khi nghi thức chuyển giao quyền lực vừa xong thì quân Mông Cổ tràn vào thành, Ai Tông thắt cổ tự vẫn, hưởng dương 37 tuổi.[215][216] Về phần Mạt Đế, với cương vị đương kim thiên tử đã chỉ huy binh lính chiến đấu tới cùng rồi cũng bị giết chết trong đám loạn quân.[217][218][219][220][221][222][223][224][225][226]
10. Tháng 2 năm 1329, Nguyên Văn Tông Tugh Temür làm lễ thoái vị trao Ngọc tỷ truyền quốc cho anh là Chu vương Kuśala khi vị thân vương này vừa ở Mạc Hoa về tới Đại Đô,[227][228] ông được lập làm Hoàng trữ để kế vị sau này.[229][230] Thực ra Kuśala được quần thần chọn làm người nối ngôi Thái Định Đế nhưng do ở quá xa chưa về đăng cơ thì trong triều đã xảy ra nội loạn, Bình Chương Chính Sự Đảo Thích Sa lập con của Thái Định Đế là Borjigin Arigabag lên ngôi tức Nguyên Thiên Thuận Đế. Được sự hỗ trợ của Khu mật viện sự El Temür, Tugh Temür dẹp tan cuộc nội loạn này rồi tuyên bố tạm thời đăng cơ để chờ anh về tiếp nhiệm,[231] tuy nhiên khi biết tin mình được tôn vị Kuśala lập tức xưng đế ngay tại Hòa Lâm, sau đó mới rầm rộ kéo quân về kinh kế vị ngai vàng.[232][233] Nhưng việc nhường ngôi này tồn tại trong 6 tháng, Tugh Temür lại nghe lời xúi giục của Khu mật viện sự El Temür bày mưu mời Minh Tông dự yến đầu độc chết rồi tuyên bố phục vị.[234][235][236][237] Lần lên ngôi thứ 2 Văn Tông tại vị được 3 năm thì mất, hưởng dương 29 tuổi.[238][239][240][241][242][243][244]

## Không tự nguyện nhường ngôi
1. Năm 8, quyền thần nhà Tây Hán là Nhiếp hoàng đế Vương Mãng soán ngôi Nhũ Tử Lưu Anh lập ra nhà Tân dưới danh nghĩa Hán đế (khi đó mới 4 tuổi) tự nguyện thoái vị bằng việc hạ chiếu thư trao ngôi báu, đổi quốc hiệu là Tân.[245][246][247][248][249][250] Vương Mãng sai em là An Dương hầu Vương Thuấn vào cung ép Thái hoàng thái hậu Vương Chính Quân trao Ngọc tỷ truyền quốc cho mình[251][252][253], nhưng bà từ chối, mắng anh em họ Vương rồi cầm ngọc tỉ ném mạnh xuống đất[254][255], khiến viên ngọc này bị sứt một góc, về sau Vương Mãng phải sai người dùng vàng để khảm lại chỗ sứt đó[256][257][258]. Tuy nhiên, triều đại của Vương Mãng chỉ duy trì được 15 năm thì bị quật đổ bởi quân khởi nghĩa Xích Mi và Lục Lâm.[259][260][261][262] Về phía Lưu Anh bị giáng làm Định An công, năm 25 được tướng Phương Vọng ở Bình Lăng phục vị.[263] Chẳng bao lâu, Hán Cánh Thủy Đế Lưu Huyền sai quân trấn áp được Phương Vọng, giết chết Lưu Anh, khi đó ông mới 20 tuổi.[264][265][266][267][268][269][270][271][272]
2. Năm 220, Hán Hiến Đế Lưu Hiệp, dưới áp lực của quyền thần, phải ra chiếu chỉ thoái vị nhường ngôi cho Ngụy vương Tào Phi[273][274][275][276][277], hợp thức hóa quyền lực của họ Tào nắm giữ từ trước đó.[278][279][280][281][282][283][284][285][286][287] Tào Phi sau ba lần giả vờ từ chối bằng việc bảo sứ thần đem "Ngọc tỷ truyền quốc" trả lại cho Hán Đế, đến lần thứ tư mới chính thức nhận ngôi lập ra nhà Ngụy.[288][289][290][291][292][293] Sau khi nhường ngôi, Lưu Hiệp bị giáng làm Sơn Dương công[294], giữ tước hiệu này thêm 14 năm mới qua đời, thọ 53 tuổi.[295][296][297][298][299][300][301][302][303][304][305][306][307][308]
3. Năm 265, Tào Ngụy Nguyên Đế Tào Hoán bị bức phải xuống chiếu nhường ngôi cho quyền thần Tấn vương Tư Mã Viêm.[279][309][310][311][312][313][314][315][316][317] Lịch sử lặp lại với màn kịch của 45 năm về trước được giàn dựng y hệt bản chính, sau hai lần giả vờ từ chối định nhường cho thái uý Hà Tăng và vệ tướng quân Giả Sung, Tư Mã Viêm mới chính thức hành lễ đăng cơ, đổi quốc hiệu là Tấn.[318][319][320][321][322][323][324][325] Về phía Tào Hoán, bị giáng làm Trần Lưu vương[326], giữ tước hiệu này đến khi mất vào 302, thọ 57 tuổi.[306][327][328][329][330][331][332][333][334][335][336][337][338][339][340]
4. Năm 301, Triệu vương Tư Mã Luân ép cháu ruột là Tấn Huệ Đế Tư Mã Trung thoái vị nhường ngôi cho mình để làm Thái thượng hoàng.[341][342][343] Tuy nhiên Tư Mã Luân ngồi trên ngai vàng chưa nóng chỗ thì các tông thất họ Tư Mã khác đem binh đánh phá (nối tiếp "loạn bát vương") khiến nhà Tấn suy yếu.[344][345][346][347] Tư Mã Trung tuy được phục vị, nhưng đến năm 306 thì bị chú ruột là Đông Hải vương Tư Mã Việt đầu độc chết, hưởng dương 48 tuổi.[316][340][348][349][350][351][352][353][354][355][356][357][358][359][360][361]
5. Năm 404, Tấn An Đế Tư Mã Đức Tông bị quyền thần Sở vương Hoàn Huyền ép phải trao ngọc tỷ truyền quốc và cử hành nghi lễ nhường ngôi rất long trọng.[362][363][364] Tuy nhiên Hoàn Huyền dựng nước chưa được bao lâu thì bị thái thú Hạ Bì là Lưu Dụ cất quân về kinh sát phạt, Hoàn Huyền thua to tháo chạy rồi bị giết chết.[365][366] Tư Mã Đức Tông được Lưu Dụ rước về cung phục vị[367][368], nhưng đến cuối năm 418, cũng chính Lưu Dụ sai người giết chết Tư Mã Đức Tông để tôn lập Tấn Cung Đế, lúc ấy nhà vua mới 38 tuổi.[369][370][371][372][373][374][375][376][377][378][379][380][381]
6. Năm 420, đến lượt người kế vị của Tấn An Đế là Tấn Cung Đế Tư Mã Đức Văn cũng bị quyền thần Lưu Dụ ép phải thoái vị nhường ngôi cho ông ta,[362][382][383] lập ra triều đại mới Lưu Tống ở Giang Nam.[384][385][386][387][388][389][390][391][392][393][394] Sau khi từ nhiệm, Tư Mã Đức Văn bị giáng làm Linh Lăng vương, chỉ được 1 năm thì bị Lưu Tống Vũ Đế sai người giết chết, hưởng dương 36 tuổi.[369][376][379][380][381][395][396][397][398][399][400][401][402][403][404][405][406]
7. Năm 479, Lưu Tống Thuận Đế Lưu Chuẩn bị quyền thần Tề vương Tiêu Đạo Thành ép phải xuống chiếu nhường ngôi cho mình[407][408][409], lập ra nhà Nam Tề.[410][411][412][413][414][415][416][417] Sau khi nhường ngôi, Lưu Chuẩn bị giáng làm Nhữ Âm vương và bị giám quản rất nghiêm ngặt[418], chưa đầy một tháng sau thì bị sát hại, lúc đó ông mới hơn 10 tuổi.[419][420][421][422][423][424][425][426][427][428][429][430][431][432]
8. Năm 502, Nam Tề Hòa Đế Tiêu Bảo Dung bị quyền thần Lương vương Tiêu Diễn ép phải xuống chiếu nhường ngôi.[433][434] lập ra nhà Lương.[435][436][437][438][439][440][441][442][443] Sau khi nhường ngôi, Tiêu Bảo Dung bị giáng làm Ba Lăng vương, tuy nhiên, chỉ được một ngày thì bị Lương Vũ Đế sai người giết chết, khi ấy ông mới 14 tuổi.[426][428][430][431][432][444][445][446][447][448][449][450][451][452][453]
9. Năm 532, Bắc Ngụy Hậu Phế Đế Nguyên Lãng bị quyền thần Cao Hoan ép phải nhường ngôi cho Bình Dương Vương Nguyên Tu [454], Cao Hoan lấy lý do Nguyên Lãng không phù hợp làm Hoàng đế bởi chỉ là thành viên của một nhánh hoàng tộc xa so với các vị Hoàng đế gần trước đó, hơn nữa lại do phản thần Nhĩ Chu Thế Long dựng lên nhằm chống đối với Tiết Mẫn Đế.[455] Nguyên Lãng bị giáng làm An Định Vương, mùa đông năm ấy, Hiếu Vũ Đế hạ lệnh cho An Định Vương phải tự sát, hưởng dương 20 tuổi.[456][457][458][15][459][460][461][462][463][464]
10. Năm 550, Đông Ngụy Hiếu Tĩnh Đế Nguyên Thiện Kiến bị quyền thần là Tề Quận vương Cao Dương ép phải ra chiếu chỉ nhường ngôi, lập ra nhà Bắc Tề[465][466][467][468][469][470][471][472][473] Sau khi nhường ngôi, Nguyên Thiện Kiến bị giáng làm Trung Sơn vương[474], được Bắc Tề Văn Tuyên Đế gả em gái.[475] Tuy nhiên, chỉ 2 năm sau, năm 552, Văn Tuyên Đế cho người giết hại cựu hoàng Nguyên Thiện Kiến (lúc này mới 29 tuổi) để trừ hậu hoạn.[15][22][428][458][476][477][478][479][480][481][482][483][484]
11. Năm 551, Dự Chương vương Tiêu Đống bị quyền thần Hầu Cảnh, người vừa tôn lập Tiêu Đống lên ngôi hoàng đế nhà Lương trước đó 3 tháng, ép buộc phải xuống chiếu nhường ngôi cho ông ta[485], đổi quốc hiệu là Hán[486][487][488], giáng Tiêu Đống làm Hoài Âm vương nhưng lại giam cầm trong ngục.[489][490] Tuy nhiên, Hầu Cảnh lên ngôi chưa được bao lâu thì bị bộ tướng Vương Tăng Biện của Tương Đông vương Tiêu Dịch đánh bại rồi bị giết.[430][491][492][493] Tiêu Đống cũng có số phận bi thảm khi bị ông chú của mình là Tiêu Dịch sai người giết chết đầu năm 552, không thấy thư tịch nào ghi lại dương thọ của ông[426][431][494][495][496][497][498][499]
12. Đầu năm 557, Tây Ngụy Cung Đế Thác Bạt Khuếch bị quyền thần là Đại tư mã Vũ Văn Hộ ép phải hạ chỉ nhường ngôi cho cháu ruột mình là Vũ Văn Giác[457][500] lập ra nhà Bắc Chu.[471][501][502][503][504][505] Thác Bạt Khuếch bị giáng làm Tống công, chưa đầy một tháng thì bị chú cháu Vũ Văn Hộ đầu độc chết, hưởng dương 21 tuổi.[15][22][428][480][506][507][508][509][510][511][512][513][514][515]
13. Cuối năm 557, Lương Kính Đế Tiêu Phương Trí bị quyền thần Trần vương Trần Bá Tiên ép phải nhường ngôi,[485] lập ra nhà Trần.[490][516][517][518][519][520][521][522][523][524] Sau khi thoái vị, Tiêu Phương Trí bị giáng làm Giang Âm vương.[430][525] Tuy nhiên, vào hè năm 558, Trần Vũ Đế đã cho người giết chết cựu hoàng, năm ấy ông vừa tròn 16 tuổi.[426][428][431][526][527][528][529][530][531][532][533][534]
14. Năm 577, Bắc Tề Thái thượng hoàng Cao Vĩ hạ lệnh cho Bắc Tề Ấu Chủ Cao Hằng nhường lại ngôi vị cho Nhiệm Thành Vương Cao Dai,[535][536] sau đó ông cùng Cao Hằng bỏ chạy trước sự truy kích gắt gao của đối phương.[130][537] Chẳng bao lâu, cả Cao Vĩ lẫn Cao Hằng đều bị quân Bắc Chu bắt được giải về Trường An.[15][29] Cuối năm đó, có người tố cáo Cao Vĩ cấu kết với thứ sử Tuyên Châu là Mục Đề Bà âm mưu phản loạn.[122] Bắc Chu Vũ Đế Vũ Văn Ung hạ lệnh nhét đầy ớt cay vào miệng Cao Vĩ cho đến khi chết sặc,[31] các thành viên khác trong hoàng tộc Bắc Tề cũng bị buộc phải tự sát, lúc đó Cao Vĩ mới 22 xuân xanh còn Cao Hằng vừa tròn 8 tuổi.[32][37][538][539][540]
15. Năm 581, Bắc Chu Tĩnh Đế Vũ Văn Xiển bị quyền thần là Tùy vương Dương Kiên, ép phải xuống chiếu thoái vị nhường ngôi[541][542][543][544][545], chính thức thay thế lập ra nhà Tùy.[471][546][547][548][549][550][551][552] Vũ Văn Xiển bị giáng làm Giới quốc công[553], ba tháng sau thì bị Tùy Văn Đế cho người ám sát, lúc đó ông mới gần 9 tuổi.[15][428][554][555][556][557][558][559][560][561][562][563][564]
16. Năm 618, sau cái chết của Thái thượng hoàng Tùy Dạng Đế, Tùy Cung Đế Dương Hựu bị quyền thần Đường vương Lý Uyên, người vừa tôn lập Dương Hựu lên ngôi chỉ mới sáu tháng trước[565][566], buộc phải thoái vị để nhường ngôi cho mình lập ra triều đại nhà Đường.[132][144][145][146][147][567][568][569][570] Dương Hựu bị giáng làm Hi quốc công, đến mùa thu năm sau thì không rõ bị ai giết chết, khi đó mới 15 tuổi, nhiều sử gia cho rằng khả năng là theo lệnh của Đường Cao Tổ.[148][552][571][572][573][574][575][576][577][578][579][580][581][582]
17. Năm 619, một hoàng đế nhà Tùy khác là Hoàng Thái Đế Dương Đồng bị quyền thần Trịnh vương Vương Thế Sung bức ép xuống chiếu nhường ngôi[583][584], đổi quốc hiệu là Trịnh.[585] Vương Thế Sung giáng Dương Đồng làm Lộ quốc công, các tướng lĩnh trung thành với nhà Tuỳ nổi dậy rước cựu hoàng phục vị sau đó 1 tháng.[586][587] Nhưng chẳng được bao lâu, Trịnh vương dẹp yên bạo loạn rồi sai người mang rược độc đến bức tử Dương Đồng,[578][588] khi đó nhà vua vừa tròn 15 tuổi.[552][573][589][590][591][592] Còn Vương Thế Sung sau 3 năm tự lập cũng bị nhà Đường đánh bại phải đầu hàng và đưa vào đất Thục lưu đày[593], ở đây ông bị Độc Cô Tu Đức sát hại để trả mối thù giết cha.[580][581][582][594]
18. Năm 705, Chu Thánh Thần Đế Võ Tắc Thiên sau 15 năm cai trị, bị Tể tướng Trương Giản Chi làm cuộc "Ngũ vương chính biến" đưa quân vào hậu cung ép phải thoái vị,[164] nhường ngôi cho thái tử Lý Hiển[595], người từng bị chính bà phế truất.[596][597][598] Đường Trung Tông sau khi tái đăng cơ vào tháng 2, đã tôn hiệu cho mẹ là Thái thượng hoàng, khôi phục quốc hiệu Đại Đường.[142][599][600][601][602] Bấy giờ Võ Tắc Thiên đã 82 tuổi, bà qua đời ở cung Thượng Dương chỉ 9 tháng sau đó,[139][168][603][604][605][606] trước lúc lâm chung bà đã hạ chỉ phế bỏ đế hiệu mà xưng là "Hoàng hậu đại thánh Tắc thiên vương".[154][157][607][608][609][610][611][612][613][614][615][616]
19. Năm 710, Đường Thương Đế Lý Trọng Mậu kế vị cha là Đường Trung Tông Lý Hiển chưa được 10 ngày thì bị cô ruột là Thái Bình công chúa và em họ là Lâm Truy vương Lý Long Cơ phát động cuộc đảo chính cung đình,[142][164][617] giết chết Vi Thái hậu và An Lạc công chúa (mẹ và chị ruột của Lý Trọng Mậu), buộc Lý Trọng Mậu phải xuống chiếu nhường ngôi cho cha của Long Cơ là cựu hoàng Lý Đán.[159][160][168]<ref="lethanhlan429">Lê Thành Lân, sđd, trang 249</ref> Lý Trọng Mậu bị buộc trở về tước vị cũ là Ôn vương và bị đưa ra khỏi kinh đô Trường An.[139][618][619] Ông chết 4 năm sau đó khi đang ở Phòng Châu làm Thứ sử, khi mới 17 tuổi.[157][169][170][171][620][621][622][623][624]
20. Năm 805, dù mới kế vị vua cha Đường Đức Tông mới được 8 tháng, dưới sự bức ép của các hoạn quan do Câu Văn Trân cầm đầu và Tứ Xuyên tiết độ sứ Vi Cao.[142][625][626] Vị hoàng đế câm điếc Đường Thuận Tông Lý Tụng buộc phải ra chiếu thoái vị nhường ngôi cho con trai là Lý Thuần,[627] sử sách gọi là "Vĩnh Trinh nội thiện".[139][628][629][630][631][632] Ông lui về hậu cung tự xưng là Thái thượng hoàng được hơn 1 năm thì qua đời, hưởng dương 46 tuổi.[157][633][634][635][636][637][638][639]
21. Năm 900, Đường Chiêu Tông Lý Hoa bị hoạn quan Tả trung uý Lưu Quý Thuật dẫn cấm quân đột nhập vào nội cung phối hợp với Hữu quân Trung uý Vương Trọng Tiên bắt giam,[640][641] sau đó bọn họ ngụy tạo chiếu thư với nội dung là Chiêu Tông nhường ngôi cho Thái tử Lý Dụ để lui về hậu cung làm Thái thượng hoàng.[642][643][644][645][646] Tuy nhiên, việc chuyển giao quyền lực này chỉ diễn biến trong 3 tháng thì có Tuyên Vũ Tiết độ sứ Chu Toàn Trung bày mưu tập hợp các hữu quân bộ tướng lật đổ được Lý Dụ rồi rước Chiêu Tông trở lại ngai vàng[142][647], ba năm sau chính Chu Toàn Trung lại là kẻ sai người hạ sát thiên tử mà lập ấu đế Lý Chúc để dễ bề thao túng triều đình.[139][157][648][649][650][651][652][653]
22. Năm 907, Đường Ai Đế Lý Chúc bị quyền thần Lương vương Chu Toàn Trung bức phải xuống chiếu thoái vị nhường ngôi cho mình,[654] lập ra nhà Hậu Lương[631][655][656][657][658][659][660][661][662][663][664][665][666][667] Lý Chúc bị giáng làm Tế Âm vương, được đưa từ Lạc Dương đến Tào Châu và bị quản thúc nghiêm ngặt.[668][669][670] Năm 908, Hậu Lương Thái Tổ cho người dùng rượu độc giết chết Lý Chúc, lúc ấy ông mới gần 17 tuổi[142][157][648][652][671][672][673][674][675][676][677][678][679]
23. Năm 937, Nam Ngô Duệ Đế Dương Phổ bị quyền thần là Tề vương Từ Tri Cáo bức phải xuống chiếu thoái vị để nhường ngôi cho mình,[680][681][682] đặt quốc hiệu là Tề.[666][683][684][685][686] Sau khi thoái vị, Dương Phổ được Từ Tri Cáo cho an trí tại cung điện cũ ở Giang Đô, được phép duy trì tông miếu, cùng các nghi thức dành cho hoàng đế nước Ngô trước kia.[687] Để tránh bị nghi ngờ, lâm họa sát thân, Dương Phổ hết sức giữ gìn rất hạn chế sử dụng các nghi thức dành cho mình mà tập trung vào việc chuyên tâm nghiên cứu Đạo giáo[688][689] Năm 939, Dương Phổ qua đời, hưởng dương 40 tuổi.[690][691][692][693] Cũng năm đó, Từ Tri Cáo đổi tên thành Lý Biện, đổi quốc hiệu là Đường với chính danh kế thừa nhà Hậu Đường vừa mất trước đó chưa lâu.[694][695][696][697][698][699][700][701][702][703][704]
24. Năm 960, xảy ra vụ Binh biến Trần Kiều, Điện tiền đô kiểm điểm Triệu Khuông Dận được binh sĩ tôn lập lên ngôi Hoàng Đế.[705][706][707][708] Để chính danh, Triệu Khuông Dận dẫn binh quay lại kinh đô, ép Hậu Chu Cung Đế Sài Tông Huấn, lúc đó mới 7 tuổi, xuống chiếu thoái vị nhường ngôi[709], lập nên nhà Tống.[186][663][666][702][710][711][712][713][714][715][716][717][718][719] Sau khi đăng cơ chính thức, Tống Thái Tổ giáng Sài Tông Huấn làm Trịnh vương, ban cho "miễn tử kim bài", bảo đảm con cháu họ Sài được hưởng phú quý vĩnh viễn, nếu có phạm tội cũng không bị gia hình.[720][721] Tuy nhiên, chỉ 2 năm sau, Sài Tông Huấn bị đày đi Phòng Lăng và mất tại đây năm 973, khi mới 20 tuổi.[722][723][724][725][726][727][728][729]
25. Năm 1075, sau khi làm vua được 27 năm,[730] Đại Lý Hưng Tông Đoàn Tư Liêm bị quyền thần là Thiện Xiển hầu Cao Trí Thăng ép phải nhường ngôi cho con trai là Đoàn Liêm Nghĩa rồi xuống tóc tu hành.[83][731][732]
26. Năm 1081, Đại Lý Thượng Minh Đế Đoàn Thọ Huy bị quyền thần Thiện Xiển hầu Cao Thăng Thái bức phải xuất gia đi tu,[733][734] ngai vàng được nhường cho cháu nội của Thượng Đức đế Đoàn Liêm Nghĩa là Đoàn Chính Minh.[83][735]
27. Năm 1094, Đại Lý Bảo Định Đế Đoàn Chính Minh bị Cao Thăng Thái ép thoái vị xuất gia, nhường ngôi cho mình, đổi quốc hiệu là Đại Trung.[736][737] Năm 1096, Cao Thăng Thái lâm bệnh nặng, nhân cơ hội này các bộ tộc du mục thiểu số thừa cơ nổi loạn. Trước lúc băng hà, Cao Thăng Thái dặn con là Cao Thái Minh nên tôn lập em của Đoàn Chính Minh là Đoàn Chính Thuần để dẹp yên bạo động. Cao Thái Minh y lời cha mời Đoàn Chính Thuần về kinh trả lại ngôi báu, đổi lại quốc hiệu là Đại Lý.[83][738]
28. Năm 1129, Tống Cao Tông Triệu Cấu bị quyền thần phát động binh biến ép phải nhường ngôi cho Thái tử Ngụy quốc công Triệu Phu (lúc đó mới 3 tuổi),[204][739] tôn làm Duệ Thánh Nhân Hiếu Hoàng Đế và đưa Long Hựu thái hậu ra buông rèm nhiếp chính.[740][741] Tuy nhiên, chỉ hơn 1 tháng sau, danh tướng Hàn Thế Trung đem quân về kinh đánh dẹp loạn đảng. Triệu Phu cũng chết không rõ nguyên nhân, nhờ đó Cao Tông phục vị[186][206][742][743][744][745][746][747][748].
29. Năm 1162, Tống Cao Tông Triệu Cấu một lần nữa bị quần thần gây áp lực bức phải nhường ngôi cho con nuôi là Thái tử Triệu Thận và lui về làm Thái thượng hoàng,[204][749][750][751][752] ông quy tiên vào năm 1187, thọ 81 tuổi.[186][198][205][206][739][742][743][744][745][747][748][753][754]
30. Năm 1194, lấy cớ Tống Quang Tông Triệu Đôn không chịu đứng ra chủ trì tang lễ Thái thượng hoàng Hiếu Tông,[755][756] Ngô thái hậu và các đại thần ép nhà vua phải thoái vị nhường ngôi cho em là Triệu Khoách,[198][757][758][759] lui về cung Thọ Khang làm Thái thượng hoàng được 7 năm thì quy tiên, thọ 54 tuổi.[186][205][206][211][760][761][762][763][764]
31. Năm 1211, Tây Liêu Mạt Chủ Gia Luật Trực Lỗ Cổ bị con rể là Nãi Man vương tử Thái Dương hãn Küchlüg phục kích nhân lúc ra ngoài thành săn bắn,[765] sau đó giam hãm trong cung cấm rồi ép phải nhường ngôi cho mình.[766][767] Gia Luật Trực Lỗ Cổ được tôn lên làm Thái thượng hoàng, giữ ngôi vị 2 năm thì mất, không rõ thọ bao nhiêu tuổi, có thuyết khác lại nói Khuất Xuất Luật phế truất bố vợ làm dân thường.[768][769][770][771][772] Năm 1218, quân Mông Cổ tấn công Tây Liêu, giết chết Küchlüg, Tây Liêu diệt vong.[773][774][775][776][777][778]
32. Năm 1223, Tây Hạ Thần Tông Lý Tuân Hiệt trước cuộc tấn công dũng mãnh của đại quân Mông Cổ đã thất bại thảm hại,[779][780] ông bị quần thần ép phải nhường ngôi cho con thứ là Lý Đức Vượng.[781][782] Lý Tuân Hiệt lui về làm Thái thượng hoàng được 4 năm thì qua đời trước khi nước Tây Hạ bị Gengis Khan tiêu diệt không lâu, thọ 64 tuổi.[783][784][785][786][787][788][789][790][791][792]

## Danh sách những cuộc nhường ngôi không phải do quân chủ thực hiện
1. Cuối năm 950, Hậu Hán Ẩn Đế bị loạn binh giết chết,[793][794][795][796] Vũ Ninh tiết độ sứ Lưu Lại nhận được tin Khu mật sứ Quách Uy tôn làm hoàng đế.[722][797] Trong thời gian Lưu Lại về kinh để đăng cơ, Lý Thái hậu của nhà Hậu Hán bị buộc phải giao ngọc tỷ truyền quốc để cho Quách Uy lên ngôi Hoàng đế lập ra nhà Hậu Chu.[702][798][799][800][801][802] Tháng 1 (âm lịch) năm 951, khi Lưu Lại vừa về đến nơi thì bị Quách Uy ép phải ký vào chiếu thư nhường ngôi dù chưa làm vua ngày nào.[666][803][804][805][806] Sau khi lên ngôi chính thức, Hậu Chu Thái Tổ phế Lưu Lại làm Tương Âm công, ít lâu sau thì sai người giết hại, không rõ dương thọ bao nhiêu[663][723][807][808][809][810][811]
2. Năm 1127, sau khi quân Kim rút về Bắc, Ngụy Sở hoàng đế Trương Bang Xương bị các quần thần bức thoái vị,[742] nhường lại ngai vàng cho em của Tống Khâm Tông là Khang vương Triệu Cấu,[812][813][814] tái lập nhà Tống.[743][744][745][748] Tống Cao Tông phong Trương Bang Xương làm Thái bảo, Phụng Quốc quân Tiết độ sứ, Đồng An Quận vương, sau gia thêm Thái phó.[186][815] Tuy nhiên, được ít lâu thì một số đại thần tố cáo việc Trương Bang Xương tội dâm loạn hậu cung khi còn tại vị, Cao Tông liền ra lệnh biếm hết mọi chức vụ, đày ông này đi Chương Châu, đến tháng 9 thì sai người bức tử, dưởng dương 47 tuổi.[206][739][816][817]
3. Năm 1229, Nguyên Duệ Tông Tolui sau 2 năm Giám quốc đã triệu tập các quý tộc Mông Cổ họp hội nghị Kurultai bàn việc tuyển chọn người kế vị ngôi Khả hãn,[818][819][820][821] hầu hết mọi người đều suy tôn ông nhưng Tolui không nghe mà quyết định thoái vị để nhường ngôi cho anh thứ 3 là Ögedei.[822][823][824][825][826][827][828] Tuy thời gian tại vị ông chỉ xưng hiệu là Dã khả na nhan nhưng thực tế đã nắm quyền lực Đại Hãn, Tolui qua đời năm 1232 tại thảo nguyên Mông Cổ, hưởng dương 40 tuổi.[237][238][829][830][831][832]
4. Năm 1246, Hoàng hậu Töregene Khâtûn sau 6 năm xưng chế dẫn đến triều cương bại hoại, pháp độ rối loạn,[833] điều này khiến nhiều thế lực nổi dậy tranh đấu hỗn chiến không ngừng nên bị quần thần phản đối kịch liệt mà buộc phải thoái vị.[834][835] Tuy nhiên, bà dứt khoát không theo di nguyện của Nguyên Thái Tông Ögedei trả ngôi báu cho Širemün, bà triệu tập hội nghị bách quan chư vương để quyết định công bố trao ngai vàng cho con trai mình là Güyük.[237][820][836][837][838][839] Vì vậy, Töregene Khâtûn vẫn là người khống chế chính sự thực tế của đế quốc Mông Cổ,[840] bà qua đời vào cuối năm ấy, không rõ thọ bao nhiêu tuổi.[238][821][841][842][843][844]